# Sulzfeld am Main
Sulzfeld am Main è un comune tedesco di 1 242 abitanti, situato nel land della Baviera.